# Homalanthus grandifolius
Homalanthus grandifolius är en törelväxtart som beskrevs av Henry Nicholas Ridley. Homalanthus grandifolius ingår i släktet Homalanthus och familjen törelväxter. Inga underarter finns listade i Catalogue of Life.